# La Chasse à la licorne
La Chasse à la licorne est une série de sept tapisseries réalisées entre 1495 et 1505, période qui marque l'arrivée de la Renaissance en France. Sept scènes de vénerie représentent par étapes les piqueurs d'un écuyer poursuivant puis capturant une licorne, pour la conduire à la cour de son seigneur et sa dame. Elles sont aujourd'hui visibles au musée des Cloîtres (The Cloisters), département du Metropolitan Museum of Art à New York (Manhattan). Sa taille originale est de 351 cm sur 248,5 cm.

## Histoire
Les pièces ont été tissées par les ateliers de Bruxelles ou bien par ceux de Liège.
Elles ont été vraisemblablement commandées par la reine de France Anne de Bretagne pour son troisième mariage, en 1499, avec Louis XII, soit peu d'années avant que les six tapisseries de La Dame à la licorne ne soient confectionnées. À la cour d'Amboise, l'arrivée sept ans plus tôt de la fille du duc François II, élevée dans le raffinement le plus moderne, avait été d'une façon générale un choc culturel du point vue des arts et des usages, et cette commande, illustrant une thématique à la fois christique et courtoise élaborée autour d'un animal dont la magie et le symbolisme fascinent dès le XIIIe siècle, est un des témoignages du caractère durable des habitudes acquises.
L'ensemble se trouve en possession de la famille de La Rochefoucauld à une date indéterminée mais probablement très antérieure à l'inventaire de 1728 qui en fait la première mention. À cette date, cinq pièces étaient accrochées dans une des chambres à coucher du château de Verteuil, en Angoumois, et deux l'étaient dans le hall conduisant à la chapelle.
À la Révolution, les tapisseries sont saisies comme biens nationaux et utilisées pour recouvrir des pommes de terre. Elles sont récupérées par les La Rochefoucauld un peu avant 1890 et accrochées de nouveau à Verteuil. Une des sept pièces se présente alors en deux morceaux, qui servent de rideaux de lit.
En 1922, le magnat du pétrole américain John Davison Rockefeller junior en fait l'acquisition en France pour environ un million de dollars. Celui-ci en fait don au Metropolitan Museum of Art en 1937.
Elles sont aujourd'hui exposées à New York au Musée des cloîtres, lequel rassemble les collections médiévales du Metropolitan Museum of Art. Elles ont été nettoyées et restaurées en 1998. Le montage des photographies de très haute résolution prises à l'occasion, vingt-quatre pour la plus grande pièce, a nécessité de faire appel aux compétences des mathématiciens David et Gregory Chudnovsky.

## Description
Il s'agit d'un millefleurs. À la différence de La Dame à la licorne, qui représente des scènes de jardin, La Chasse à la licorne illustre, à travers des scènes de chasse et de cour, une thématique purement aristocratique.
Selon Adolfo Salvatore Cavallo, les sept tapisseries proviendraient en fait de trois séries distinctes, même si la récurrence des lettres AE, dont la signification est inconnue, peut indiquer un même commanditaire :
- la Chasse de la licorne comme amoureux : Les chasseurs entrent dans le bois et La licorne est retenue en captivité. Ces deux tapisseries se distinguent des autres tapisseries par leur style : les visages des chasseurs sont moins individualisés et le décor est constitué entièrement de millefleurs ;
- la Chasse mystique de la licorne : la scène représentée par les deux fragments, qui montre une vierge auprès de la licorne (symbole du Christ entrant dans le jardin clos, attiré par Marie, et par la suite mis à mort), semble difficile à relier aux quatre fragments de la troisième série. Ici les chasseurs ont recours à une jeune femme vierge pour capturer la licorne ;
- la Chasse de la licorne comme allégorie de la Passion : cette série comprendrait La licorne est débusquée, La licorne est assaillie, La licorne se défend et La licorne est tuée et conduite au château. Elle est peut-être incomplète.

Les six tapisseries complètes et les deux fragments subsistants de la deuxième.
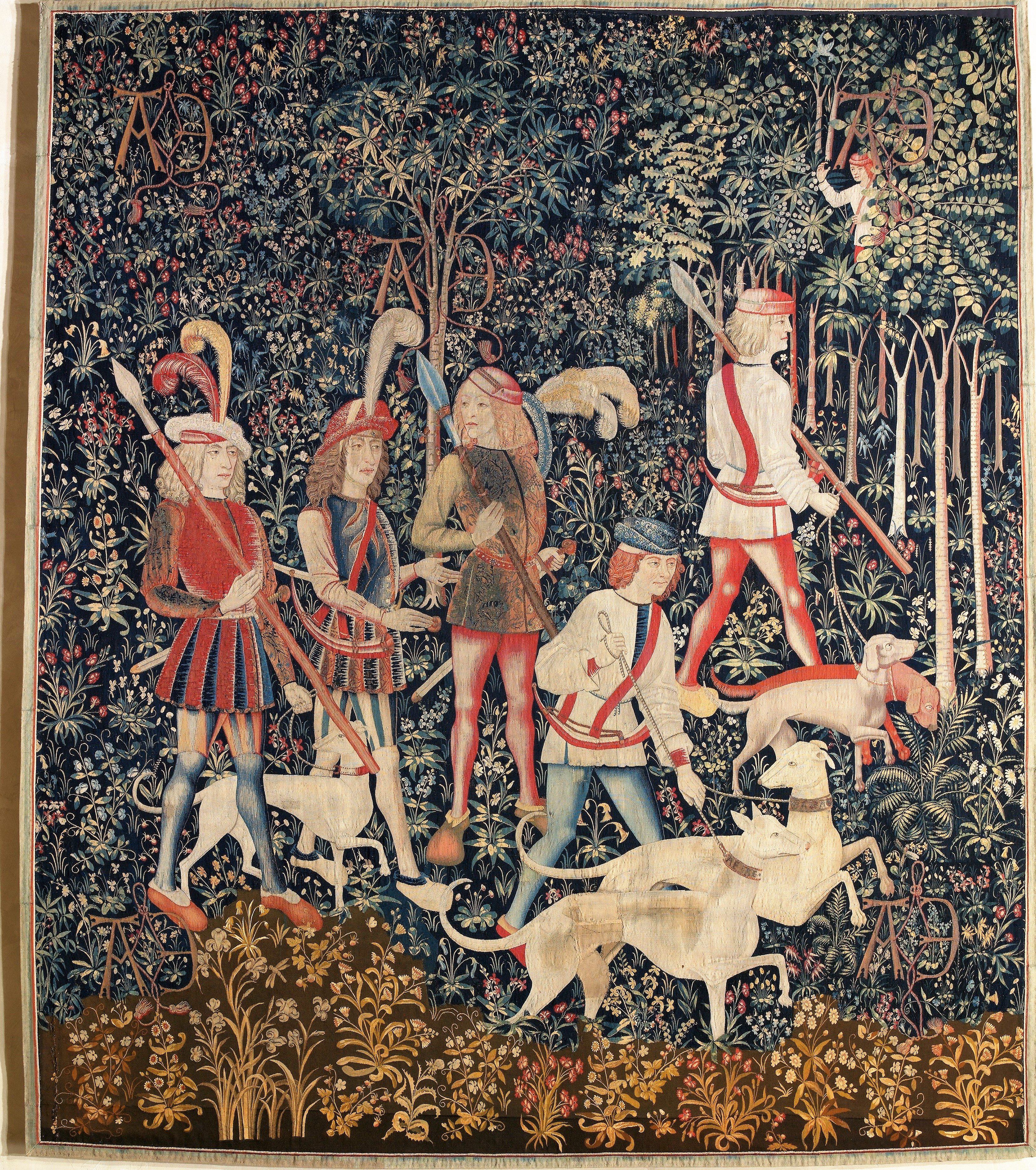
Les chasseurs entrent dans le bois.
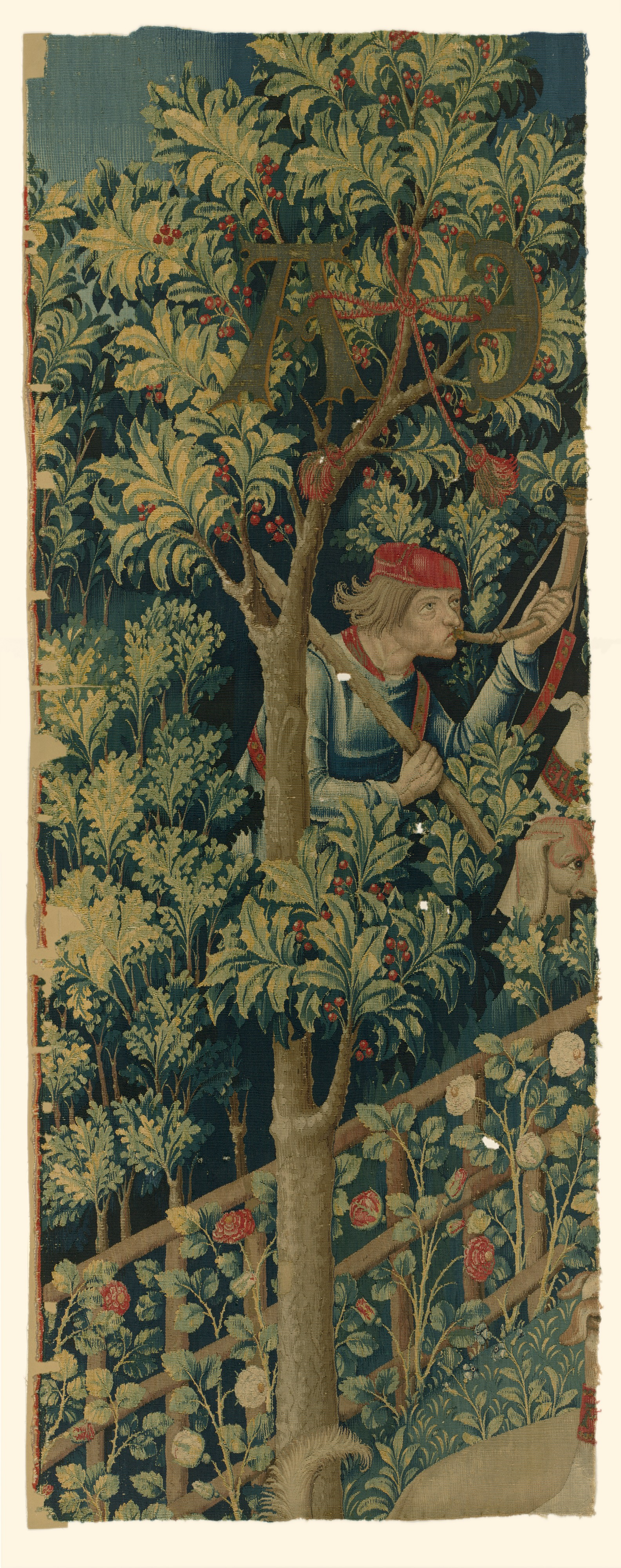
Le piège mystique de la licorne.
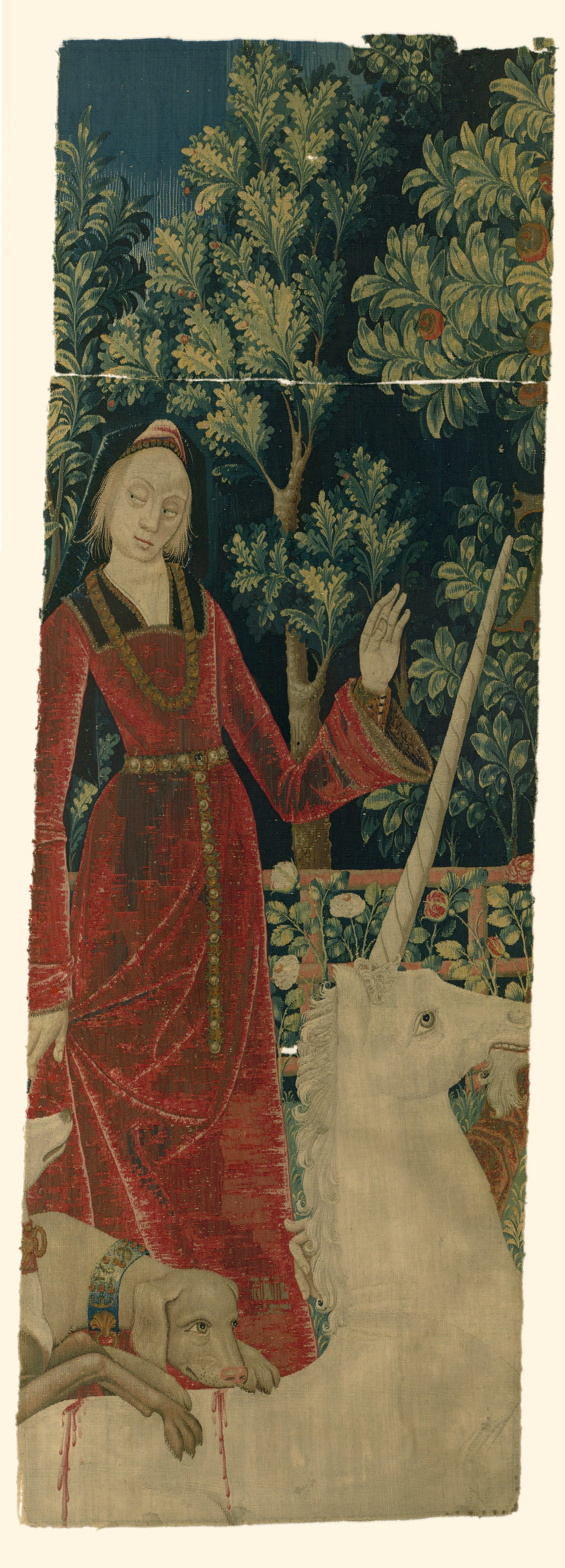
Le piège mystique de la licorne.
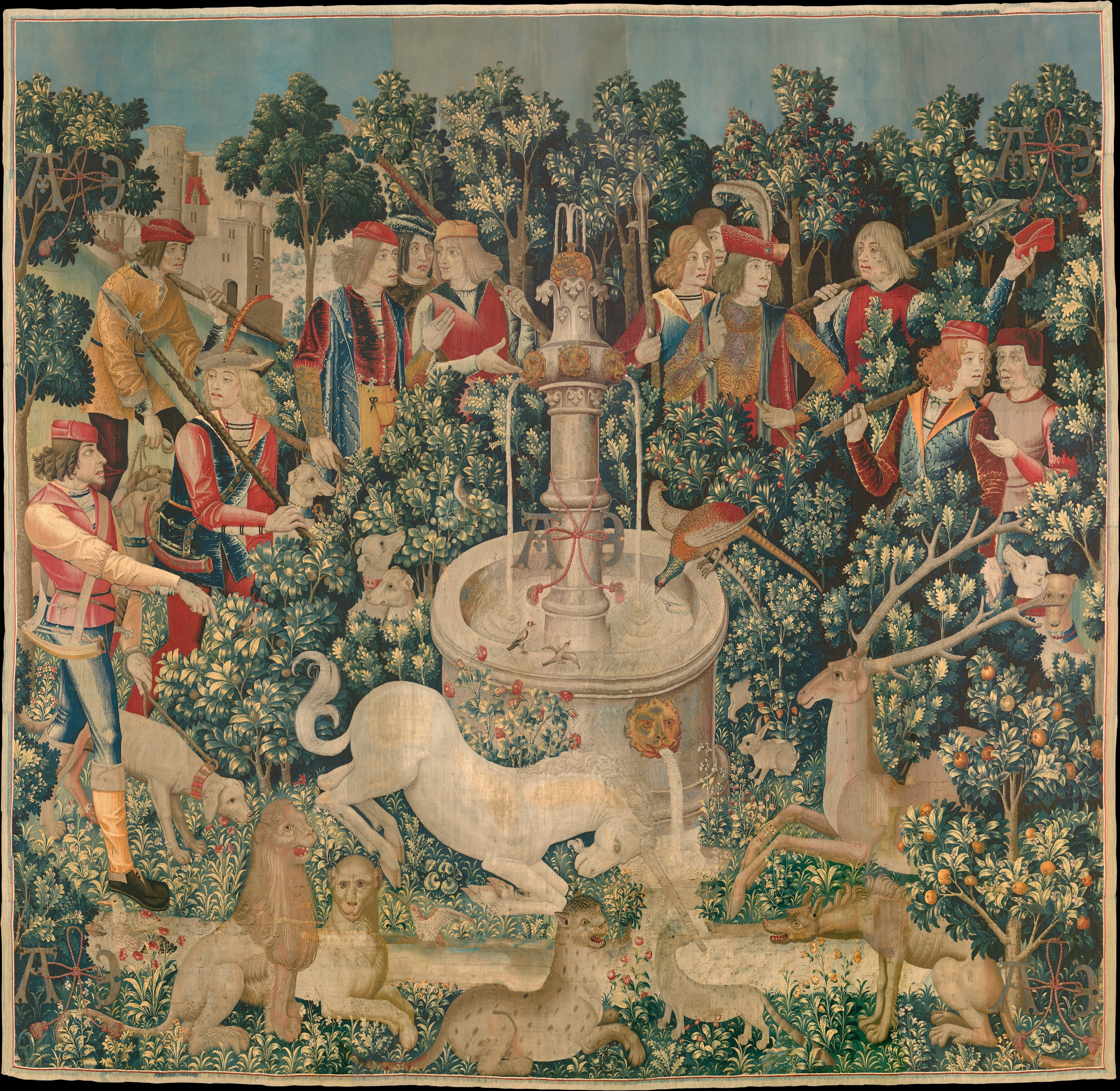
La licorne est débusquée.
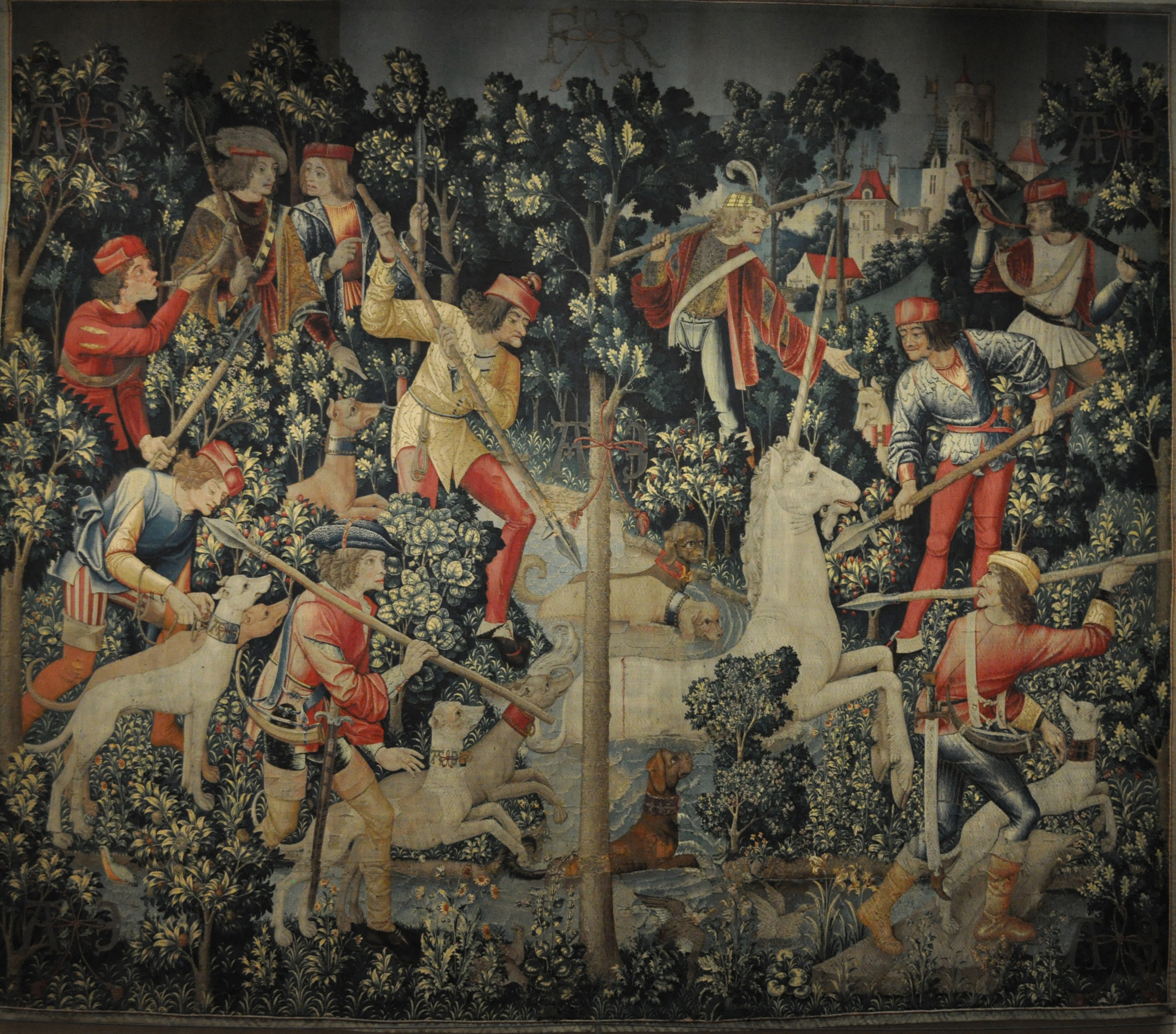
La licorne est assaillie.
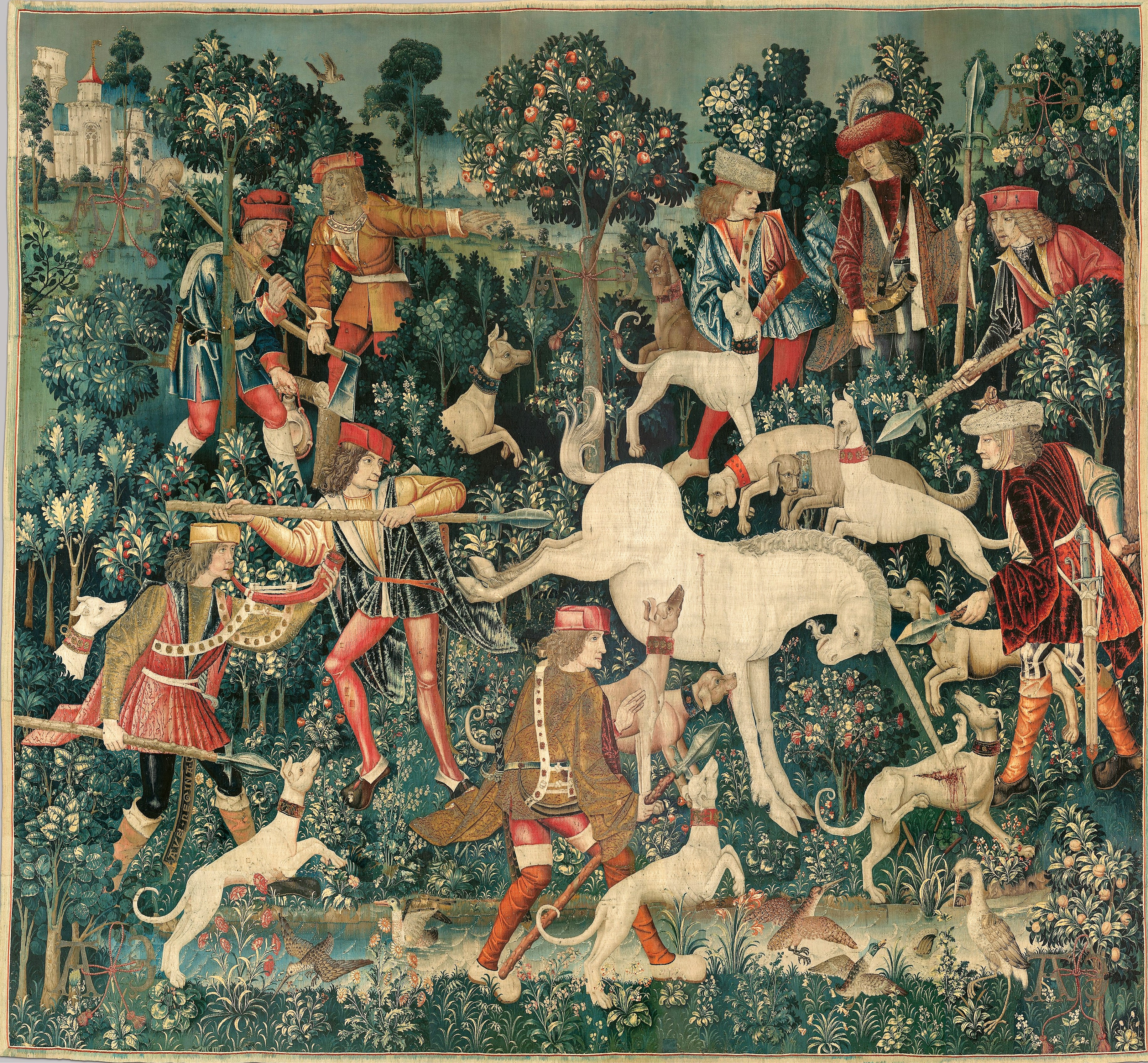
La licorne se défend.
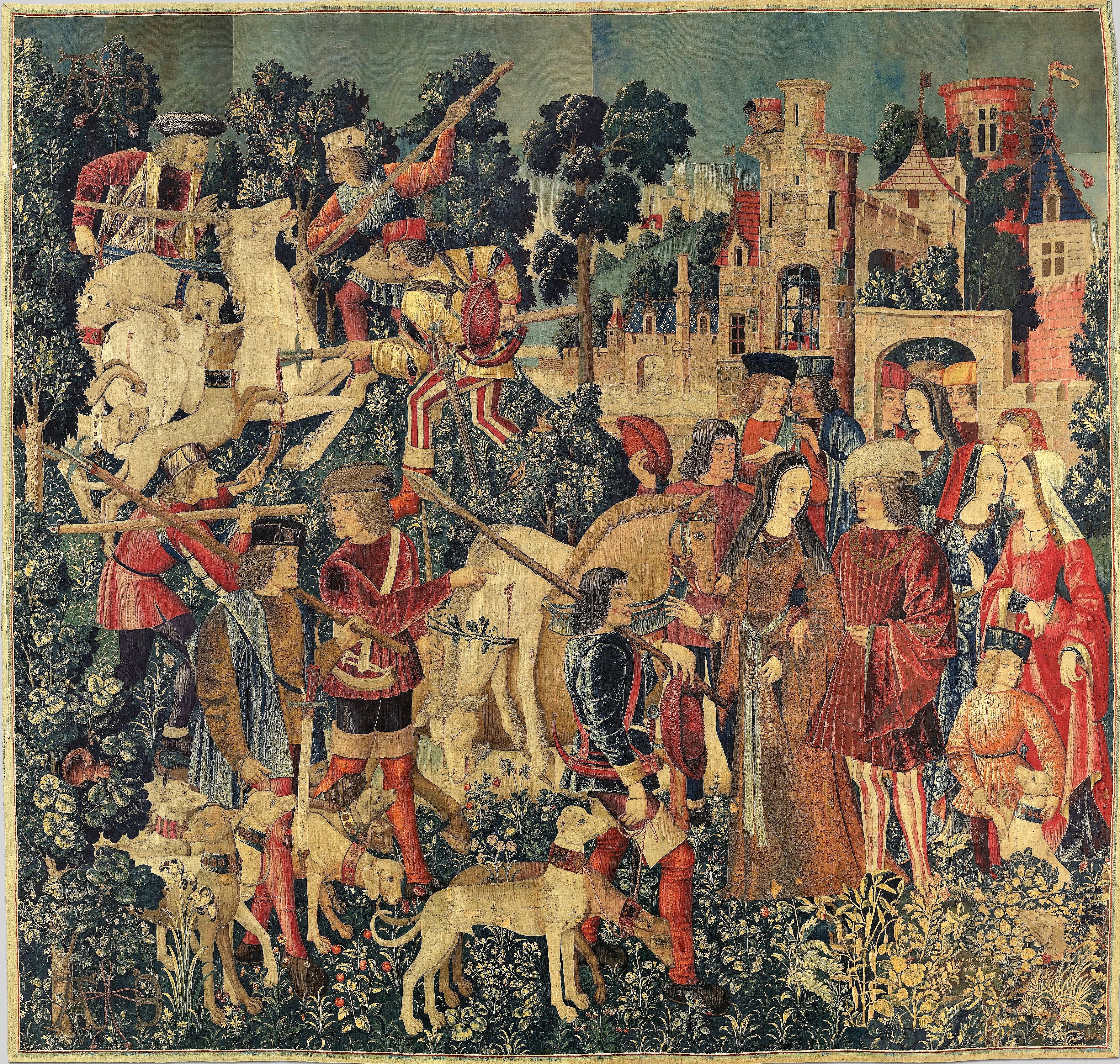
La licorne est tuée et conduite au château.
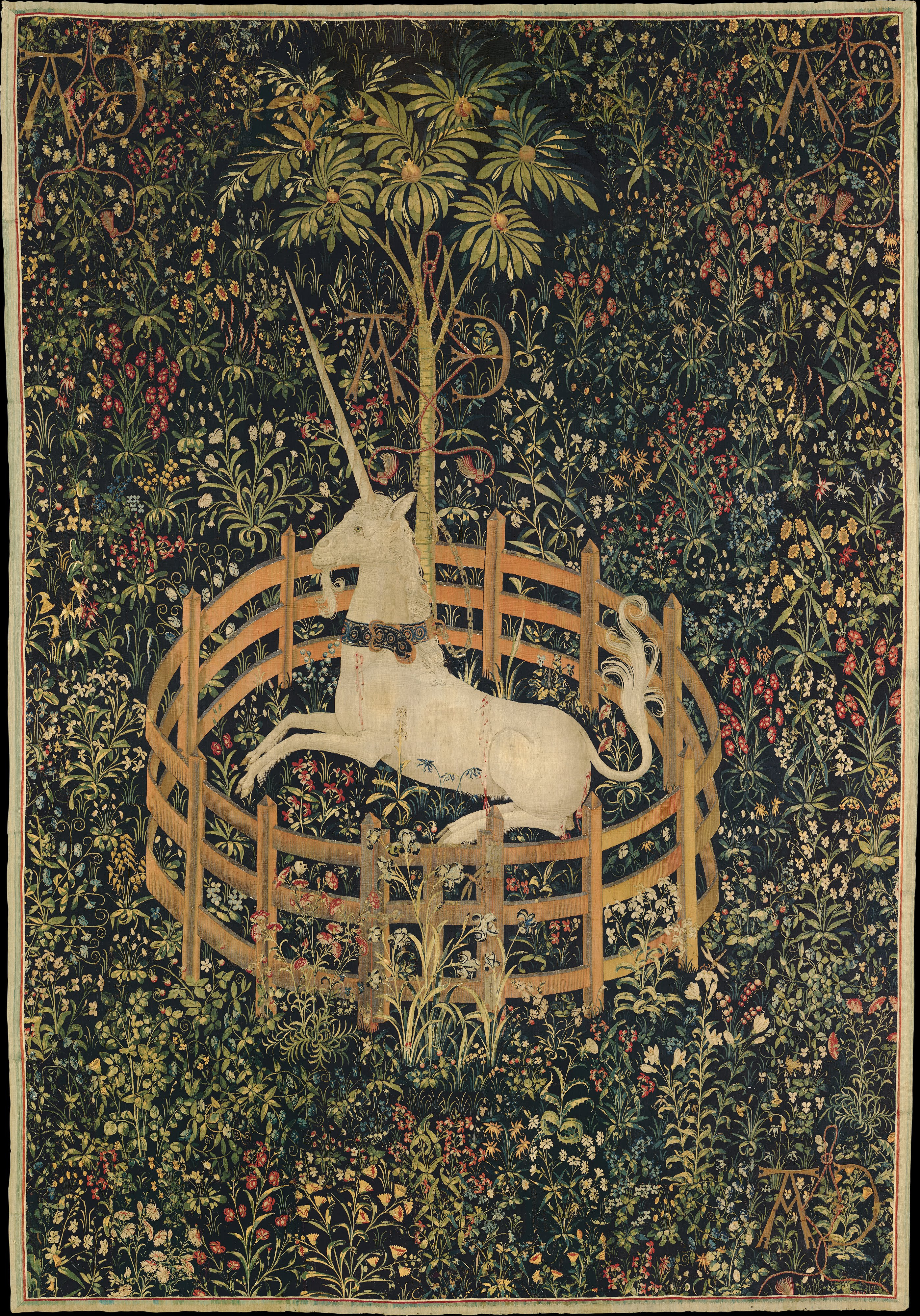
La licorne est retenue en captivité.

## Analyse technique
Le tissage est de laine, fil métallique et soie.
Les couleurs sont restées étonnamment vives. Elles sont tirées exclusivement de plantes, la gaude pour le jaune, la garance pour le rouge, le pastel pour le bleu.